# Jowett
Jowett (Джо́ветт) — з 1904 року англійський виробник автомобілів. Штаб-квартира розташована в місті Бредфорд. У 1945 році компанію купує Чарльз Клор, а в 1947 році — банк Lazard Brothers and Co. У 1954 році компанія припинила виробництво автомобілів.

## Бенджамін і Вільям Джоветт
Бенджамін і Вільям Джоветт на рубежі століть займалися продажем велосипедів в Бредфорді. Зібравши грошей, вони вирішили організувати власне підприємство. У 1901 році брати будують V2 двигун, який повинен був скласти у Великій Британії конкуренцію аналогічним моторам фірм De Dion або Aster, які використовувалися як на автомобілях, так і стаціонарно в промислових цілях.

## Заснування компанії
У 1904 році вони реєструють своє підприємство як Jowett Motor Manufacturing Company. У тому ж році вони будують 3-циліндровий рядний двигун. Він був об'ємом 950 кубів, мав повітряне охолодження і верхнє розташування клапанів, тобто був досить прогресивним для того часу.

## Початок виробництва автомобілів

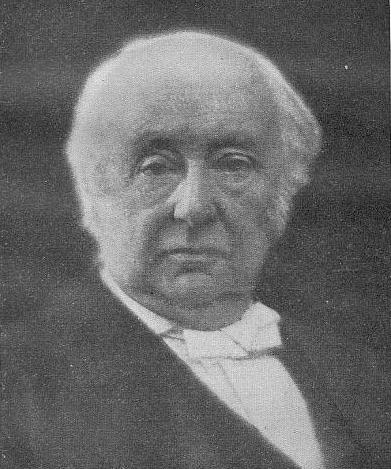
Бенджамін Джоветт

Через рік Бен і Вілл беруться за побудову першого свого автомобіля. У лютому 1906 року перший зразок був готовий, машина мала 2-циліндровий опозитний двигун водяного охолодження, об'ємом 816 кубиків і потужністю в 6 к.с.. Брати стверджували, що опозитний двигун більш збалансований, ніж рядні або V-подібні, причому демонстрували це наочно, ставлячи на пробку радіатора олівець при працюючому моторі. Коробка передач була триступеневою, і її корпус був відлитий в єдиний блок з блоком двигуна. Однак, не дивлячись на прогресивні елементи конструкції, в машині спостерігалися і явні анахронізми типу румпеля замість рульового колеса.
Оскільки це був легкий і простий автомобіль, то брати стали його рекламувати як перший в світі легкий автомобіль, що обходився всього в пенні на кілометр пробігу. Не дивлячись на те, що машина зацікавила покупців, був побудований ще всього-лише один екземпляр, для другого з братів. Справа в тому, що виробничі потужності фірми були скромні, а тут надійшло замовлення від Альфреда Ангаса Скотта на виробництво мотоциклів його конструкції. У той час було не рідкістю виробництво на своїх потужностях автомобілів або мотоциклів чужої марки, так і тут фірма Jowett стала будувати мотоцикли марки Scott, але це тривало всього 4 роки. Містер Скотт став на ноги і зміг побудувати власний «свічковий заводик».

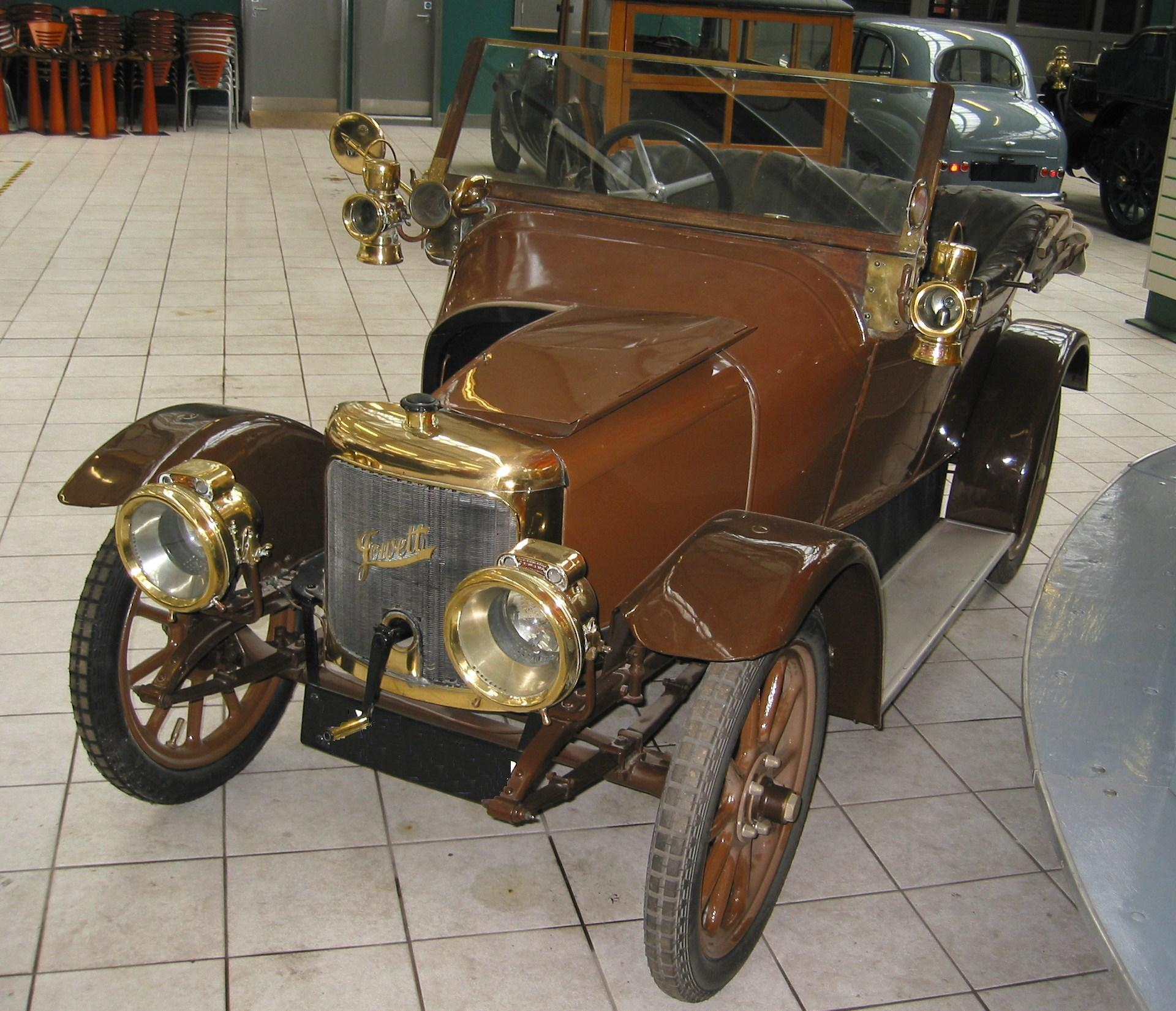
Jowett 6/10HP Chummy 1914 року

Так що в 1910 році брати, які за цей час безболісно накатали на своїх автомобільчиках по 25 000 миль, причому не по ідеально гладких дорогах, а по тих, які були в ті часи, тобто ями, вибоїни, роздоріжжя під час дощу і т. д.. Причому конструкцію автомобіля не стали навіть переглядати, так позитивно вона себе зарекомендувала, навіть застарілий важіль управління залишили на місці. Але, усвідомлюючи, що наявних потужностей буде замало для нормального бізнесу, відкривається новий заводик в тому ж містечку, але за іншою адресою. До 1913 року було побудовано 12 автомобілів, в 1913 році вирішили все-таки осучаснити автомобіль: встановили нарешті просте кермо, а моторчик отримав додаткові 15 кубиків об'єму, тепер його об'єм становив 831 см3, а потужність — 10 сил.
Така машина коштувала 127 фунтів, для порівняння «Форд Т» коштував 135 фунтів стерлінгів.
Ці нововведення відразу підняли попит на ці дешеві машинки, і до початку Першої світової було вироблено ще 36 автомобілів. З початком війни фірма перепрофілювалася на виготовлення гільз для снарядів. У 1919 році фірма будує нові приміщення на пустирі в містечку Айдл, біля кінцевої зупинки трамваїв з Бредфорда. До травня 1920 року потужності були готові, і з них стали сходити автомобілі довоєнної конструкції. У червні фірма була перейменована в Jowett Cars Ltd.
Єдиною відмінністю від довоєнних машин було збільшення податкової потужності з 6.4 к.с. до 7 к.с., оскільки якраз на початку 1920 року змінилася податкова політика Великої Британії, і тепер треба було платити по фунту на рік з однієї кінської сили, тобто клієнтам доводилося б переплачувати за відсутні 0.6 к.с.. Для того, щоб збільшити потужність до 17 реальних сил, довелося і розточити двигун — до 907 кубів. Єдиним пропонованим кузовом був 2-місний відкритий Chummy, який з англійської перекладається як бричка.
Більш менш широко відомо про фірму стало в 1921 році, коли фірма вперше виставилася на Лондонському автомобільному шоу, до цього «Джоветт» був локальним виробником автомобілів, що не мав дистриб'юторів по країні. Щоб закріпити в підсвідомості своїх потенційних клієнтів назву бренду, фірма починає брати участь у всіляких спортивних заходах, типу хто швидше заїде на пагорб.

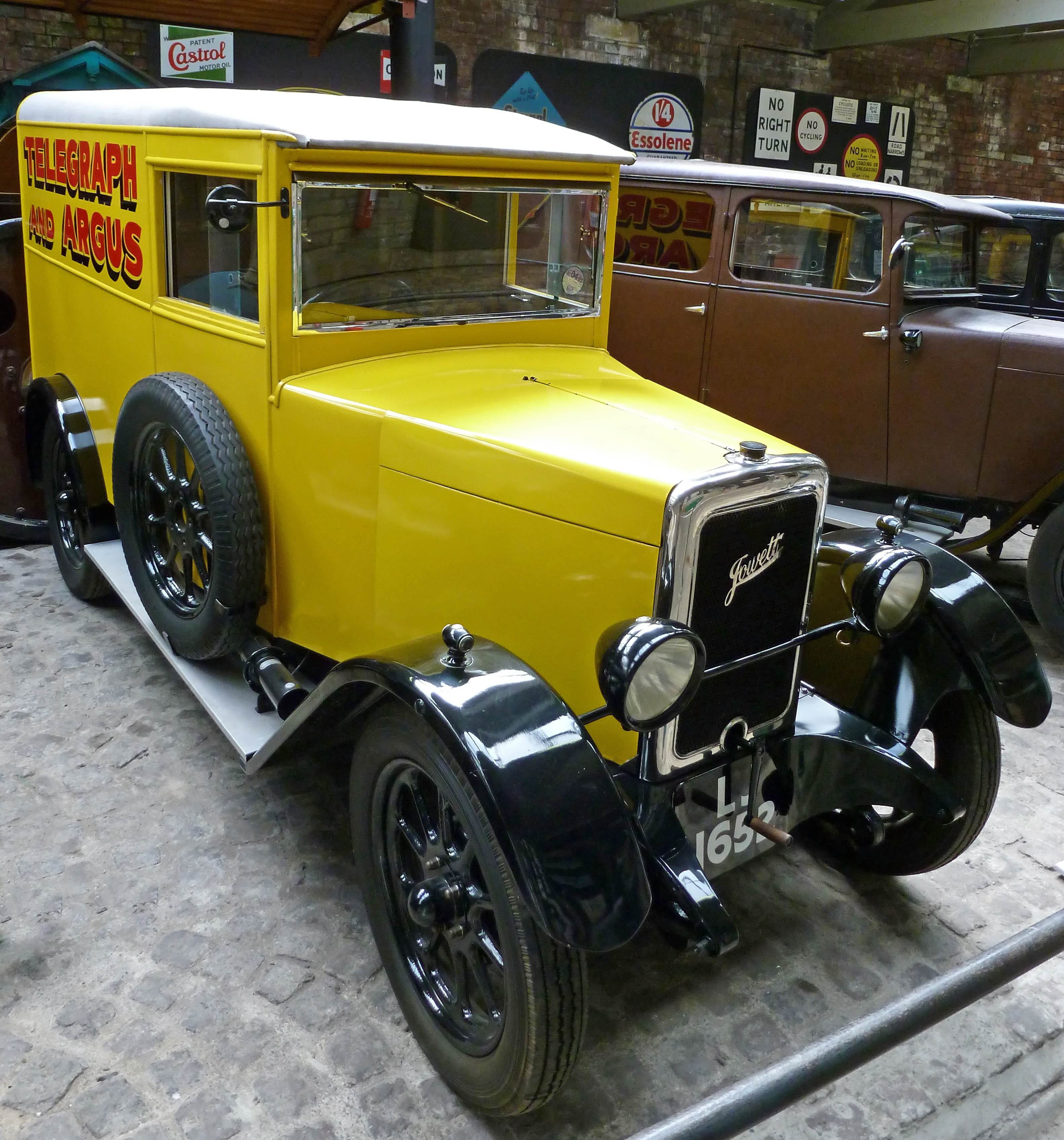
Jowett 7/17HP Bradford Type C Van

Надійний автомобіль, мотор якого мав хорошу тягу на низьких оборотах, позитивно показував себе на подібних заїздах, що позначалося і на збуті. Крім того, в 1922 році починається виробництво вантажної версії автомобільчика, які отримують приставку Bradford в назві.

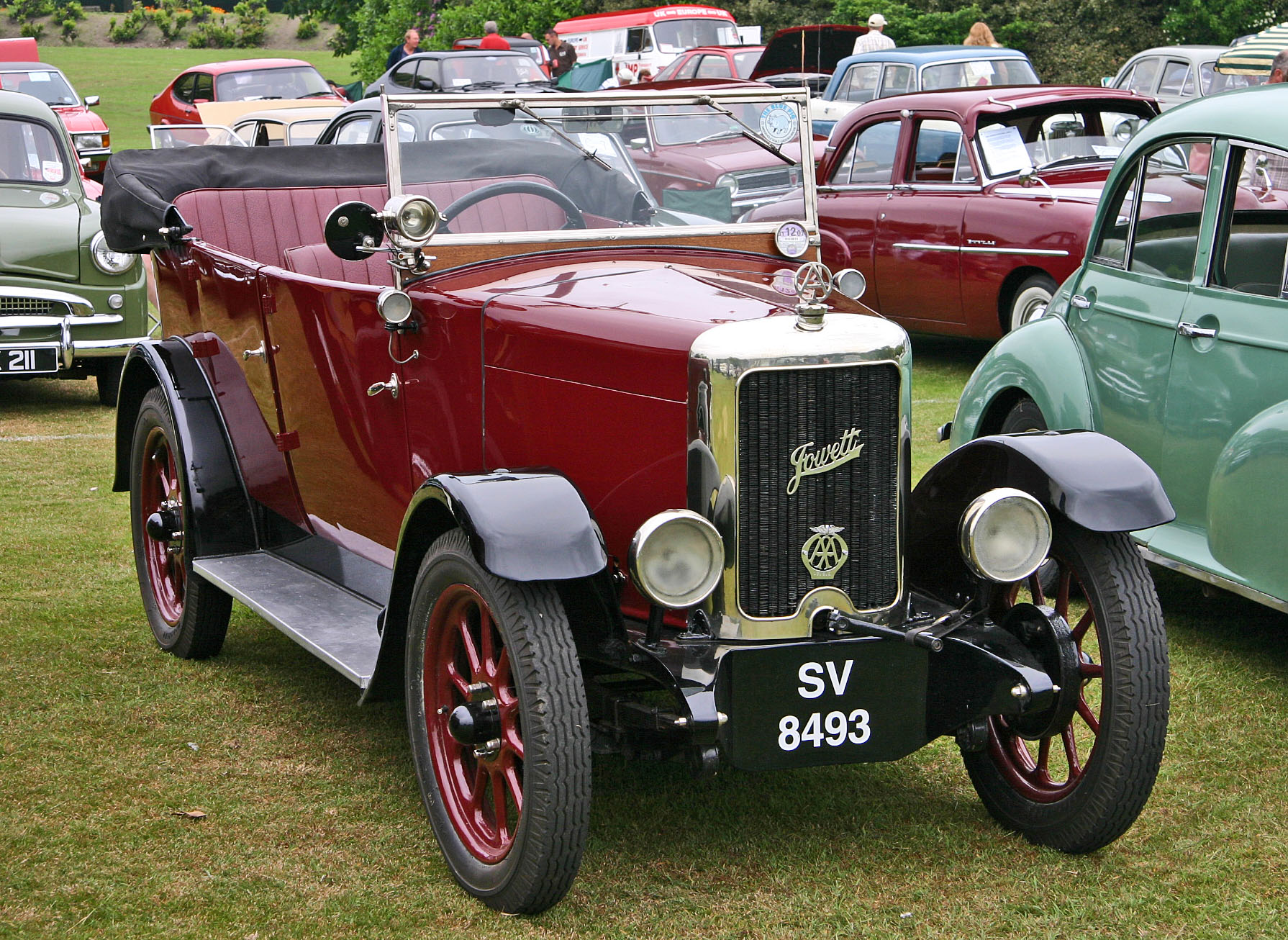
Jowett Long 7/17HP Four Tourer

1923 рік приносить ряд інновацій для фірми. Так машини отримують котушку запалювання і електричний стартер, але найголовніше — з'являється довгобазий варіант (+50 см), який називається Jowett Long 7HP. Довга база дозволила будувати 4-місні машини, що теж не могло не позначитися позитивно на продажах.
У 1924 році 4-місний кузов отримує і коротка версія, але там в задньому ряду ледве-ледве поміщаються тільки діти, цього року в середньому випускається по 15 машин на тиждень. Через рік автомобілі обох варіантів отримують і закриті кузови типу седан, а довгобаза модель доповнює свій ряд 2-місним кузовом, тепер з воріт заводу виїжджає по 65-70 машин на тиждень. Всі кузови будувалися із застосуванням алюмінію, щоб знизити вагу автомобіля, і виготовлялися власними силами.
У 1925 році Френк Грей, колишній член парламенту від Оксфорда, кидає виклик всім британським автомобільним виробникам. Він бажає отримати автомобілі, які безпроблемно перетнули б Африку від берегів Атлантики до Червоного моря. Машини треба надати безкоштовно, але у випадку, якщо вони доїдуть до Хартума, то Грей компенсує їх ціну. На виклик відгукнулася тільки одна-єдина фірма -«Джоветт».

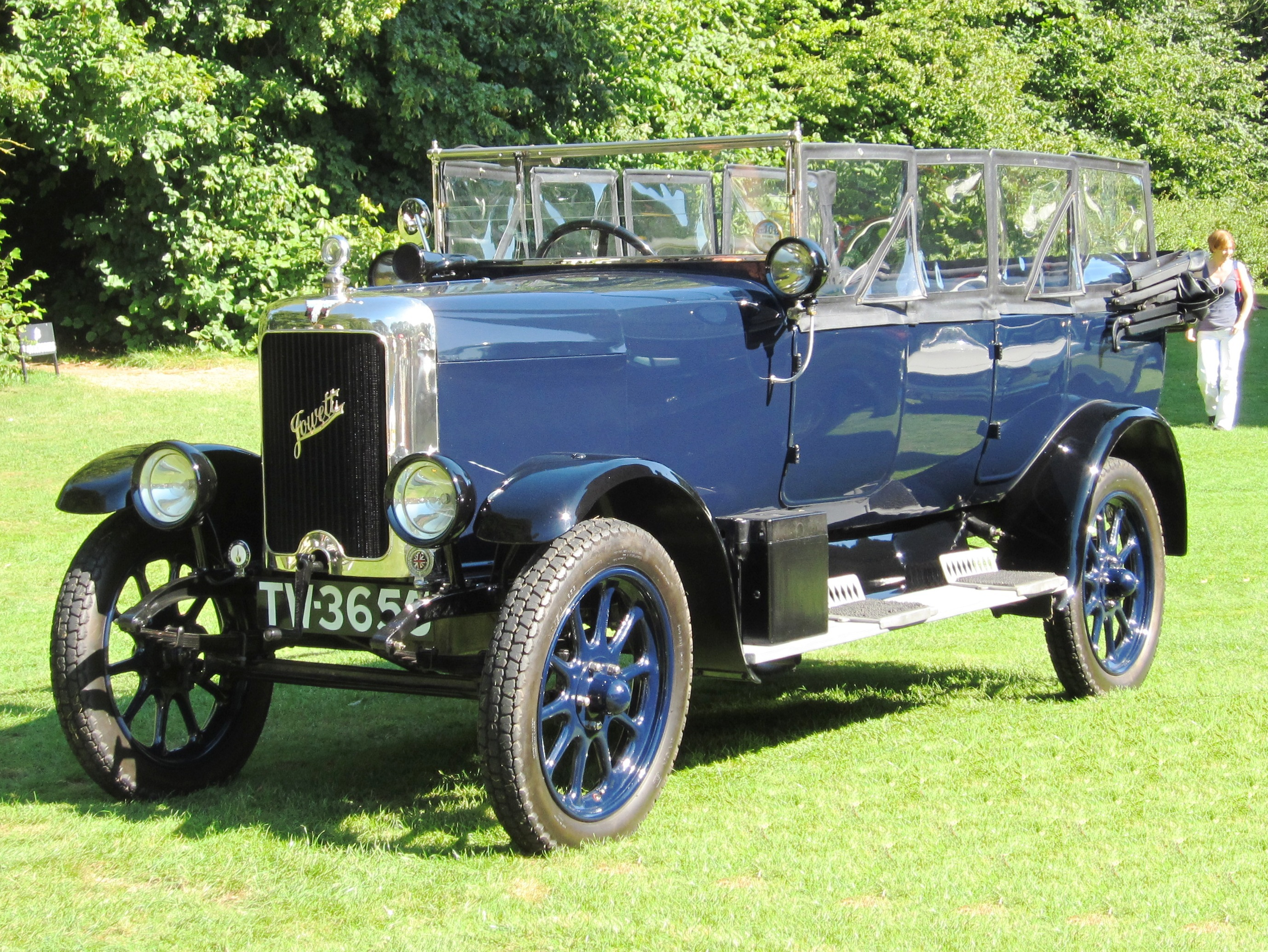
Jowett Long 7/17HP Four Tourer

У Лагос було доставлено дві машини, на одній належало їхати самому Грею, на другій — його супутнику в цій пригоді — Джеку Сойєру, який був сусідом парламентарія і розбирався в техніці, так що він виступив в ролі механіка. Коли репортери запитали братів, чи дійсно вони впевнені, що їхні машини доїдуть до фінішу, вони відповіли, що почекаємо і подивимося. Ці слова були по прибуттю в Лагос написані і на машини, які, до речі, ніхто не заводив з того моменту, як вони з'їхали зі стапелів заводу.
Це були звичайні автомобілі, на шасі яких встановили кузов типу пікап. Також машини оснастили фаркопом, щоб ті могли тягнути за собою причіп, оскільки до цього ніхто не робив подібних подорожей на автомобілях, так що довелося провіант і запас палива везти з собою. Так, наприклад, протягом 2500 км від Майдугарі до Ель-Обейд не було жодної бензоколонки, пересуватися доводилося по пісках, проте 16 липня, рівно через 60 днів після старту, в Лагосі шукачі пригод прибули на двох автомобілях в Массауа, подолавши понад 6000 км. Грей настільки був вражений автомобілем, що не тільки виплатив його вартість, а й написав рекламну брошуру до нього.

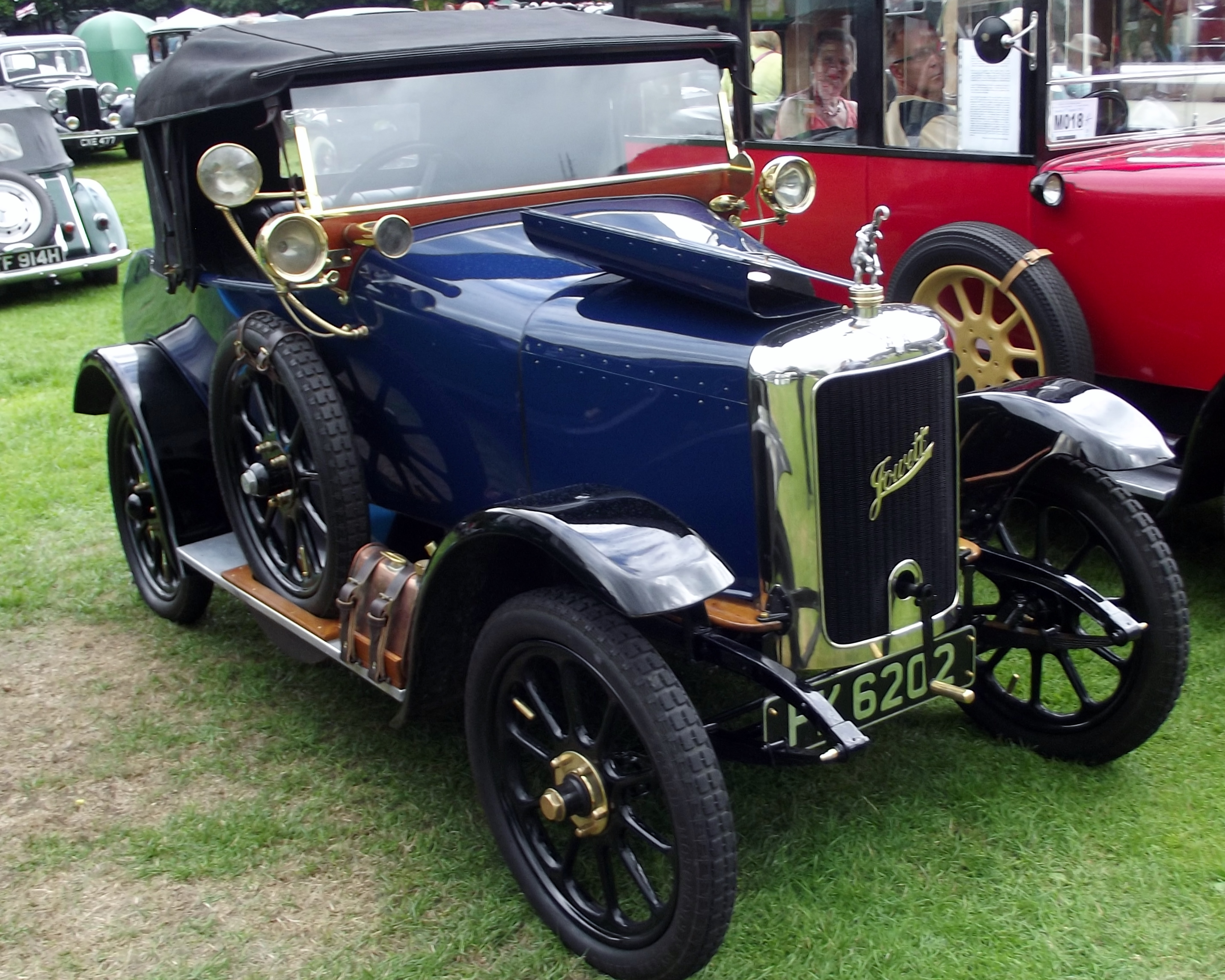
Jowett Long 7/17HP

Тим часом старший з братів — Бен, керував експериментальним відділом фірми, під його керівництвом йшли роботи по впровадженню гальм на всі колеса. Проте всі досліди закінчуються безуспішно, тоді «Джоветт» наймає інженера Пула, який працював до цього в Clyno і на Singer. Ним конструюється система, яка поводиться стабільно і надійно, автомобіль, оснащений нею, демонструється восени 1928 року на Лондонській виставці, крім того, машина, показана на виставці, була одягнена в новомодний кузов типу седан, виготовлений з тканини.
Люкс-варіанти з кузовом седан мають власні назви типу Black Prince, Silverdale або Grey Knight, вони відрізняються кількістю вікон і оформленням обробки кузова.

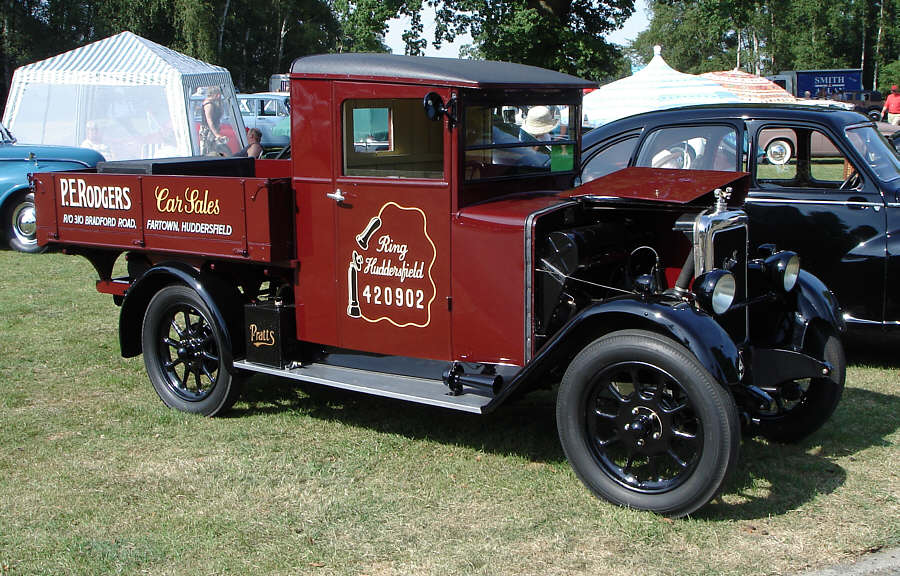
Jowett 7/17HP Bradford

Іншою новинкою цього року була спортивна версія базової моделі, мотор розташовувався ближче до водія, це було зроблено для того, щоб вкоротити кардан. Однак, не дивлячись на те, що технічні характеристики мотора не змінилися, змінилася конструкція мотора, головку блоку зробили знімною, машину було вирішено виставити на 12-годинний заїзд в Брукландс, для встановлення рекорду для автомобілів робочим об'ємом до 1 л. Хол і Грімлі показали середню швидкість в 88 км/год, це з урахуванням того, що їм довелося міняти 3 прокладки, які були пробиті. Однак, не дивлячись на те, що всього було продано 15 подібних машин, і на виниклі проблеми з прокладками, було вирішено з 1929 року серійно випускати ці мотори на всі моделі.
Крім знімних головок і гальм на всіх колесах, машини 1929 року побачили і 2-кольорову розмальовку своїх кузовів. Виробництво машин зросло до 95 примірників на тиждень, але тут обрушився фондовий ринок. Брати знижують ціну на свої автомобілі, виробництво найдоступнішої версії з короткою базою і 2-місним кузовом Chummy, яка оснащена гальмами тільки задніх коліс, не виправдовується, що не дивно, ця машина не користується попитом, і незабаром її знімають з виробництва, таким чином, машина, що протрималася практично без змін 20 років у виробництві, йде на заслужений спокій.
Загальне виробництво автомобіля потихеньку падає, і в березні 1930 року встановлюється на рекордно низькій позначці, проте, не дивлячись на мляві продажі, йдуть роботи над новими моделями і варіантами кузовів. До 1931 модельному ряду роблять більш обтічну решітку радіатора, виготовлену з нержавіючої сталі. Однак 2 вересня 1930 року на території підприємства спалахнула пожежа, в цьому сум'ятті вдалося врятувати близько двадцяти автомобілів нового дизайну, через місяць шість машин, які змогли привезти, в порядок були виставлені в Лондоні на автошоу Olympia. До листопада територія потихеньку відновлюється, і вже є можливість випускати по 2-3 вантажівки на тиждень, проте виробництво легкових машин не відновлювалося до березня 1931 року, а вже через 3 місяці завод штампував до 65 машин на тиждень, вийшовши практично на колишній рівень.

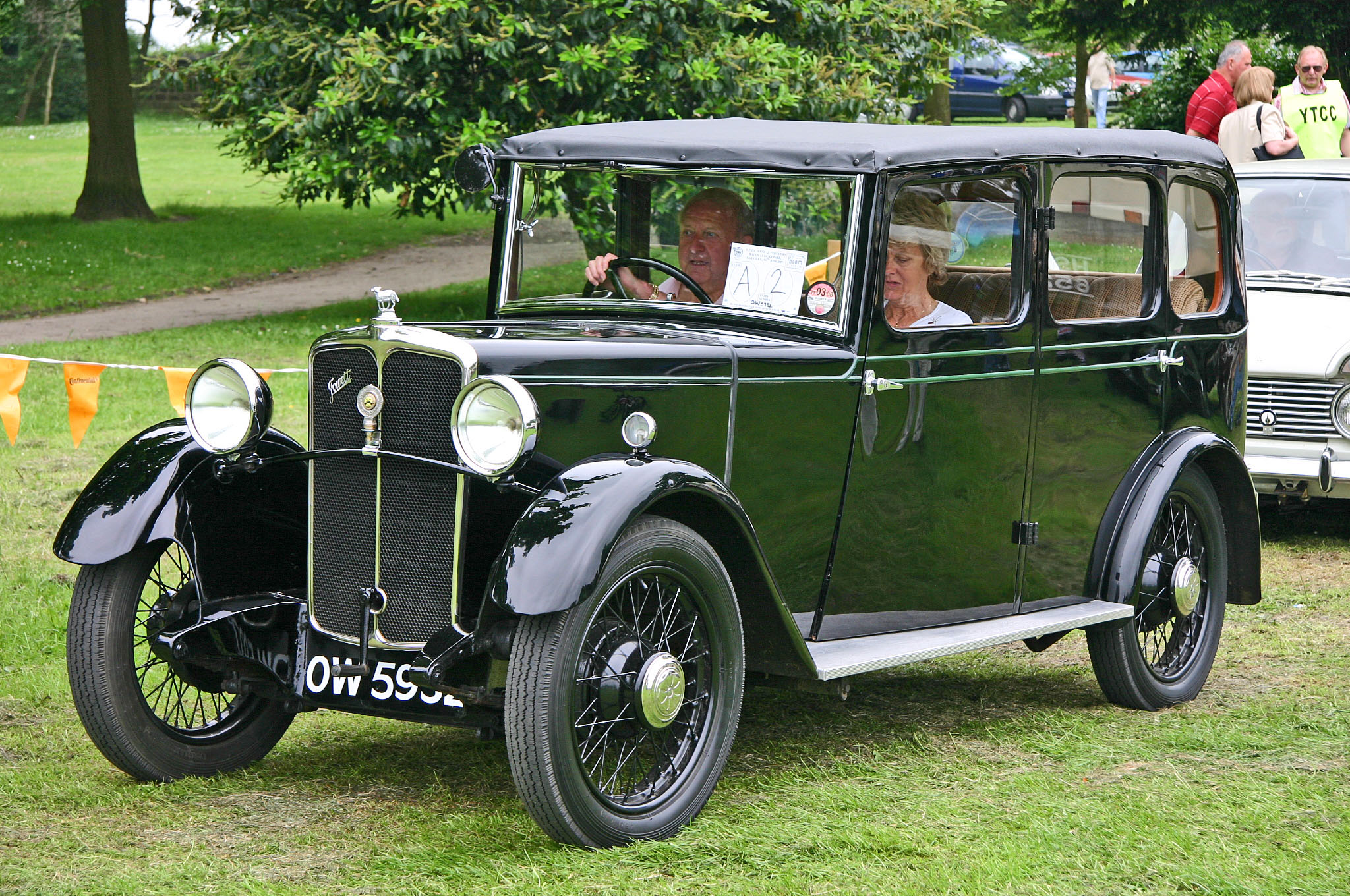
Jowett 7/17HP Blackbird

Машини 1931 року позбулися «тканинних» кузовів, вони тепер виготовляються тільки з металу (хоча каркас кузова все одно виготовляють з дерева). Седани стали базовими моделями, причому варіант Long Saloon на замовлення може мати складаний тентовий люк, за спеціальним замовленням клієнтам могли виготовити і 2- або 4-місний відкритий автомобіль, але їх кількість була мізерною, що робить їх зараз тільки ціннішими. Також пропонуються так звані «лімітед едішн» седанів типу Kingfisher і Black Bird, які відрізняються кольором кузова і деякими елементами декору.

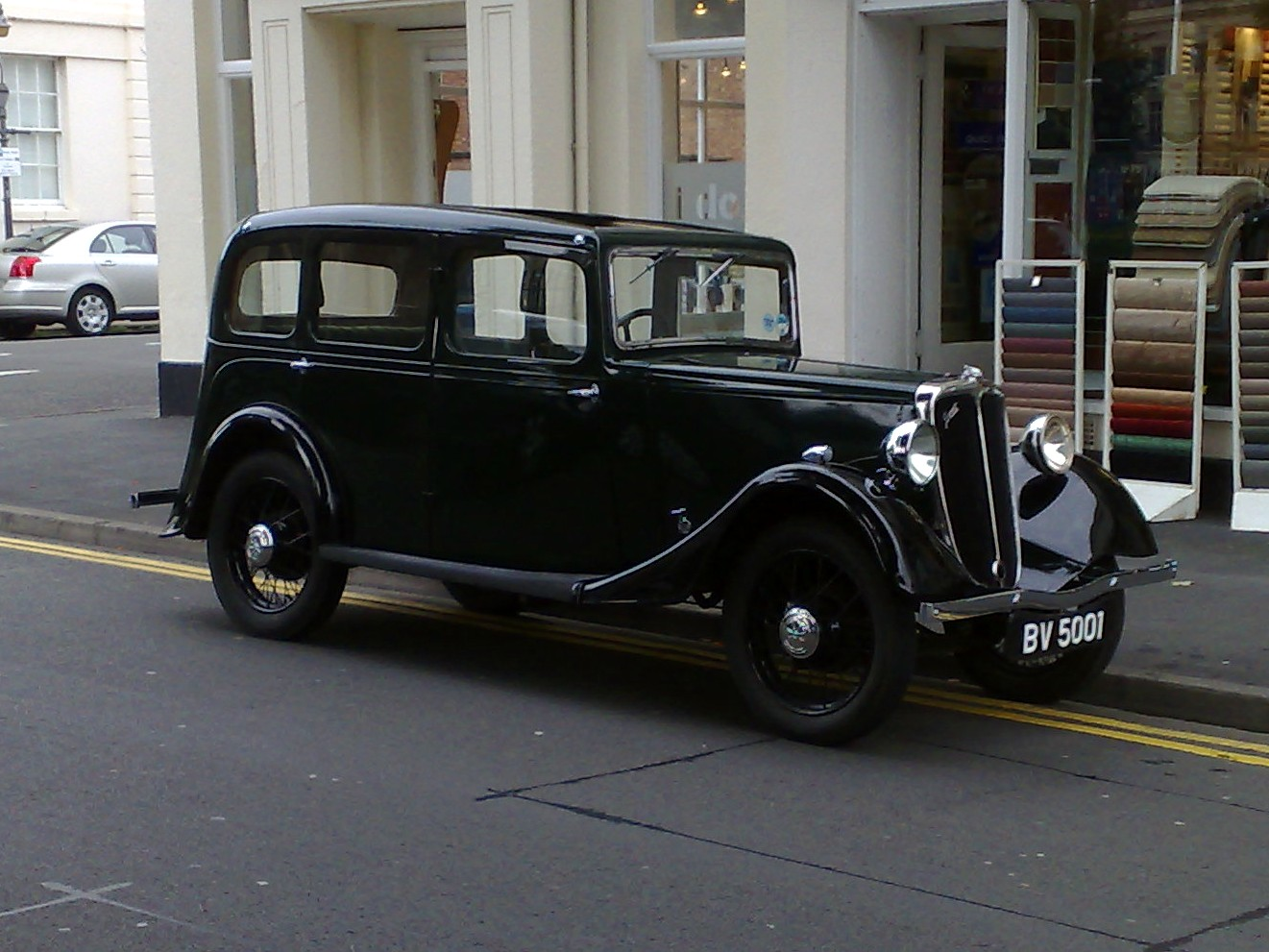
Jowett 7/17HP Kestrel

Через рік з'являється ще одна модель на базі 7/17 — седан Kestrel. Ця машина отримує більш обтічний кузов з похилим радіатором, серед технічних інновацій — 4-ступенева коробка передач і 12-вольтова електросистема, останню отримають всі машини цієї марки.

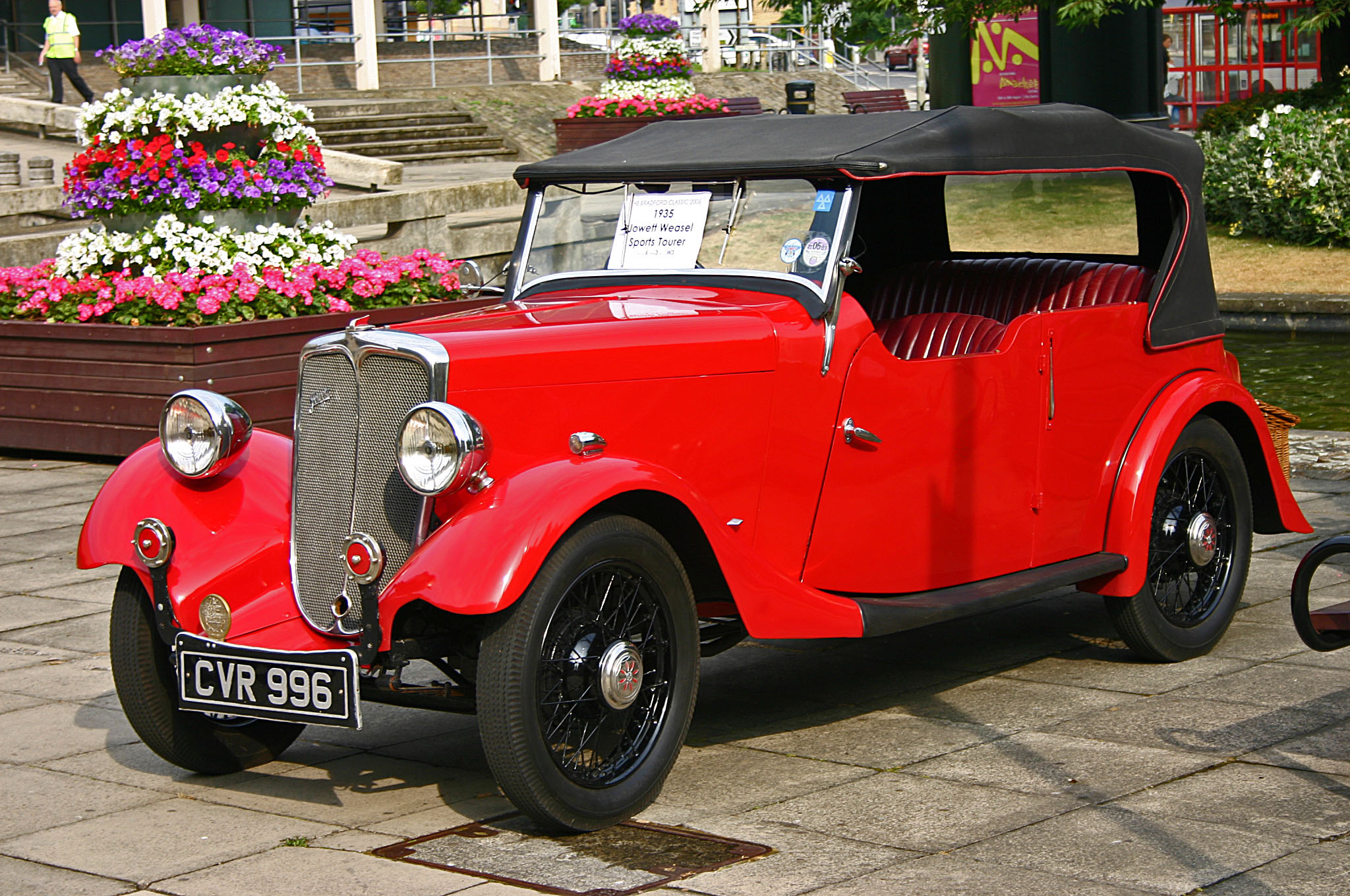
Jowett 7/17HP Weasel Sport Tourer

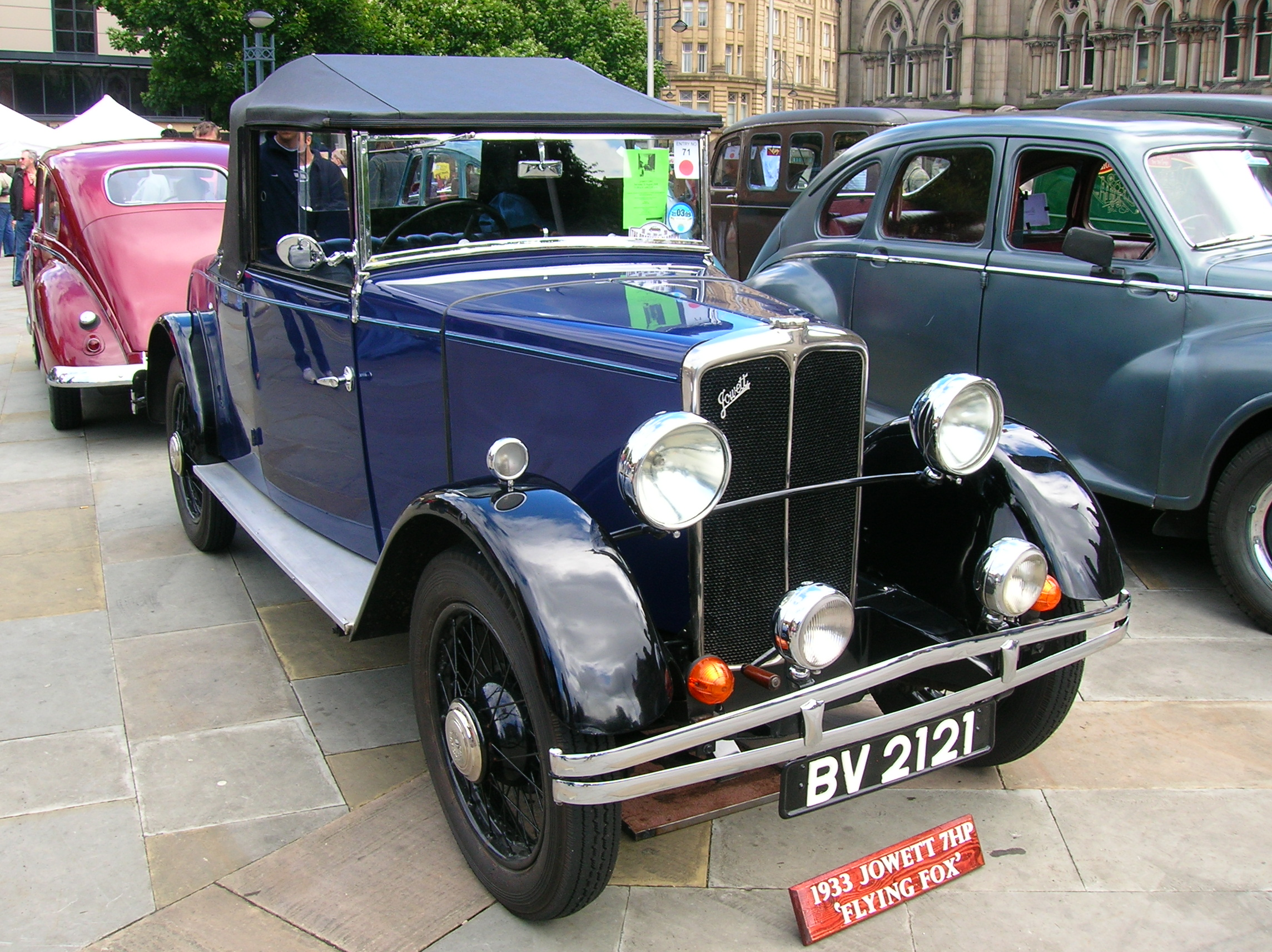
Jowett 7/17HP Flying Fox Coupe

Через півроку на базі «Кестрел» починають випускати спортивну версію, яка була оснащена 2-ма карбюраторами (по карбюратору на циліндр) і спортивним двомісним відкритим кузовом — Weasel. Варіант з більш традиційним оформленням передньої частини і 3-ступінчастою трансмісією також отримує відкриту версію — Flying Fox.
У 1934 році було вирішено встановлювати 4-ступінчасті коробки передач на всі автомобілі, модельний ряд протримався без змін до початку 1936 року, вже в середині 1935 року фірма випускала до 95 автомобілів на тиждень. А тим часом на околицях Бредфорда в темний час доби стали з'являтися три автомобілі, які мали невідому для тієї місцевості назву на решітці — La Roche. Під капотом цих автомобілів були 4-циліндрові 1.2 л мотори з преселективною коробкою передач фірми Wilson. Незабаром машини зникли з поля зору, а через рік фірма Jowett показала публіці нову модель.

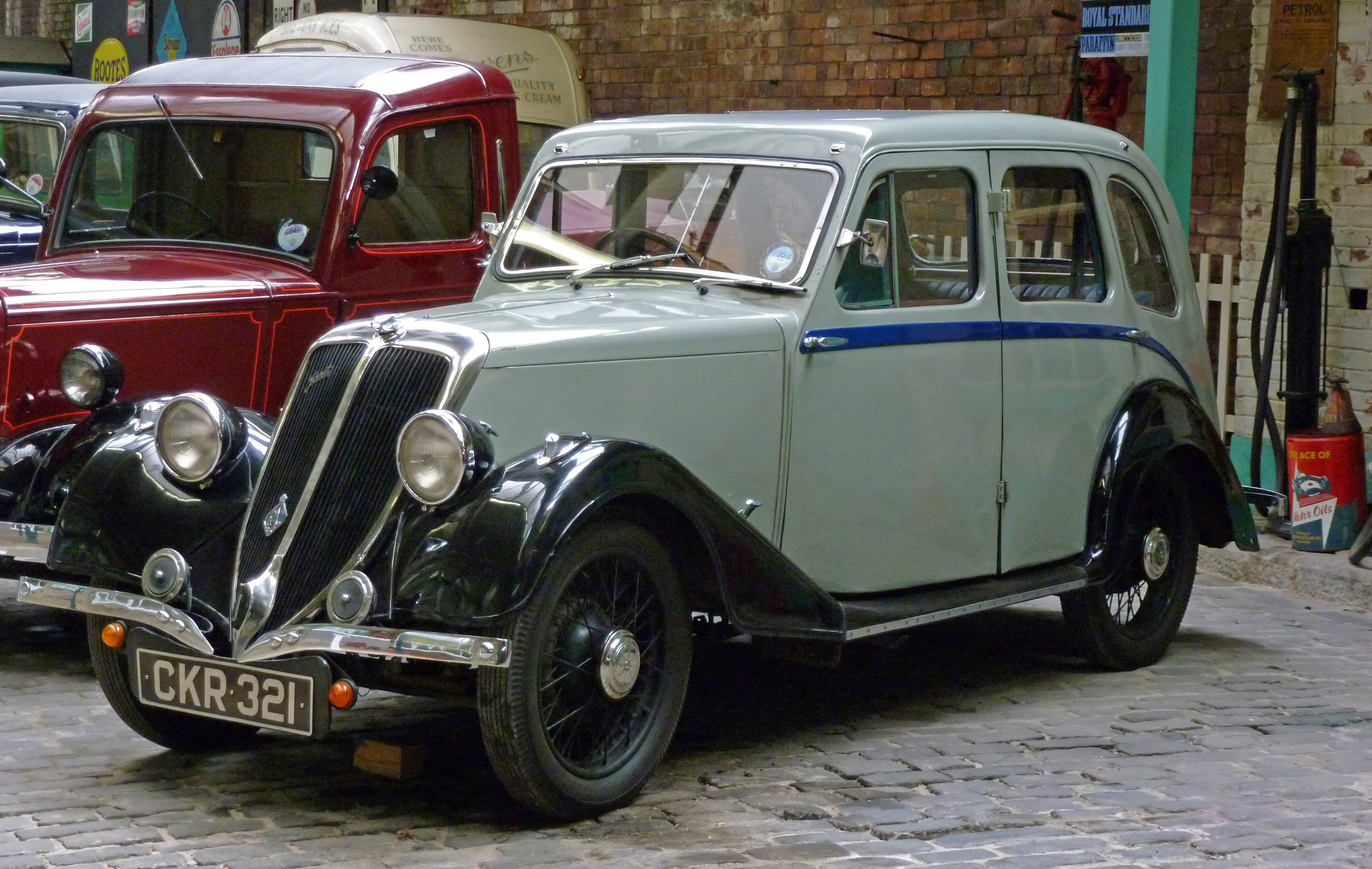
Jowett 10HP Jason Saloon

Нова модель 10НР мала під капотом той же 4-циліндровий мотор, об'ємом 1.2 л і потужністю 31 к.с., що і таємничі автомобілі марки La Roche, які на ділі виявилися прототипами нової моделі. Новинка комплектувалася тільки двома кузовами, і обидва були седанами, більш класичний називався Jupiter, а більш дорогий і обтічний — Jason.
У цьому ж році останні автомобілі моделі 7HP виходять з цехів фірми. Нова модель не виправдала надії, її продажі йдуть мляво, старший з братів, якому було майже 60 років, йде у відставку, щоправда, перед цим підготувавши нову модель для 1937 модельного ряду, яка також була оснащена 2-циліндровим мотором.

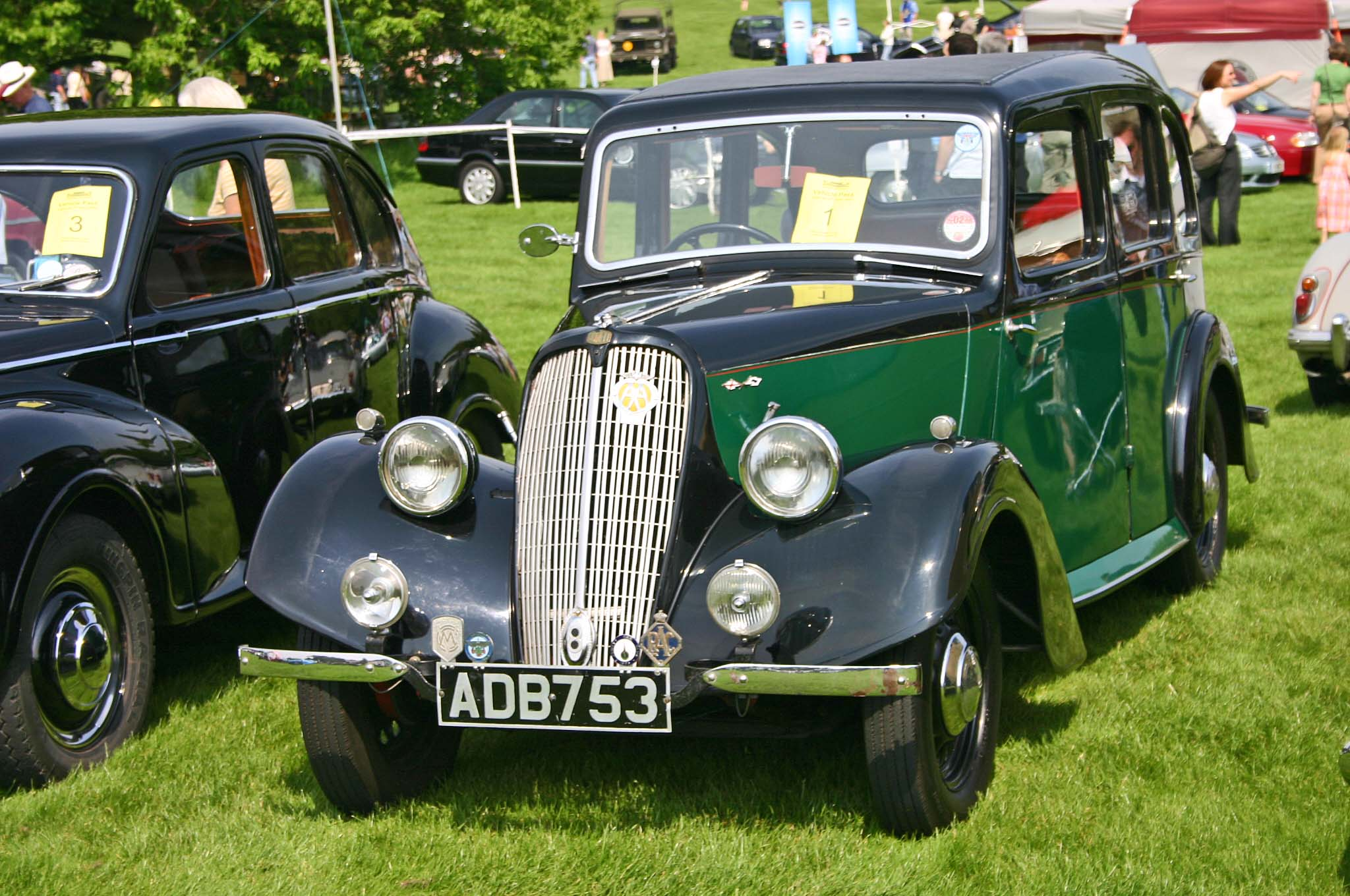
Jowett 8HP Saloon

Нова 2-циліндрова машина отримала 950-кубовий мотор, податковою потужністю в 8 сил і в 20 реальних, проте, на відміну від попередників, ця модель мала в наявності всього один-єдиний варіант кузова — закритий седан.
4-циліндрова модель отримує нові кузови, які були побудовані в більш класичному стилі, ніж Jason — Plover і Peregrine. Наприкінці 1939 року машини отримують синхронізовану коробку передач, проте вона має проблеми — передачі самі вимикаються, або ж можна увімкнути відразу дві передачі, наприклад, 1 і 4, що призводить до дефекту коробки. Навесні 1940 року виробництво машин взагалі зупинилося, оскільки підприємство перейшло на виробництво деталей до літаків Merlin, Barracuda, Battle і Fulmar. Також на заводі придумали протимінний трал для танків «Шерман», а 2-циліндрові мотори застосовувалися для генераторних установок. Влітку 1940 року у відставку подає молодший брат — Вілл, якому вже виповнилося 60 років, босом фірми стає Келкотт Рейлі.
У 1942 році інженер фірми — Джеральд Палмер — починає розробку нової моделі, яку планували випускати після війни, спеціально під неї він розробляє і новий 1.5 л опозитний мотор з 4-ма циліндрами.

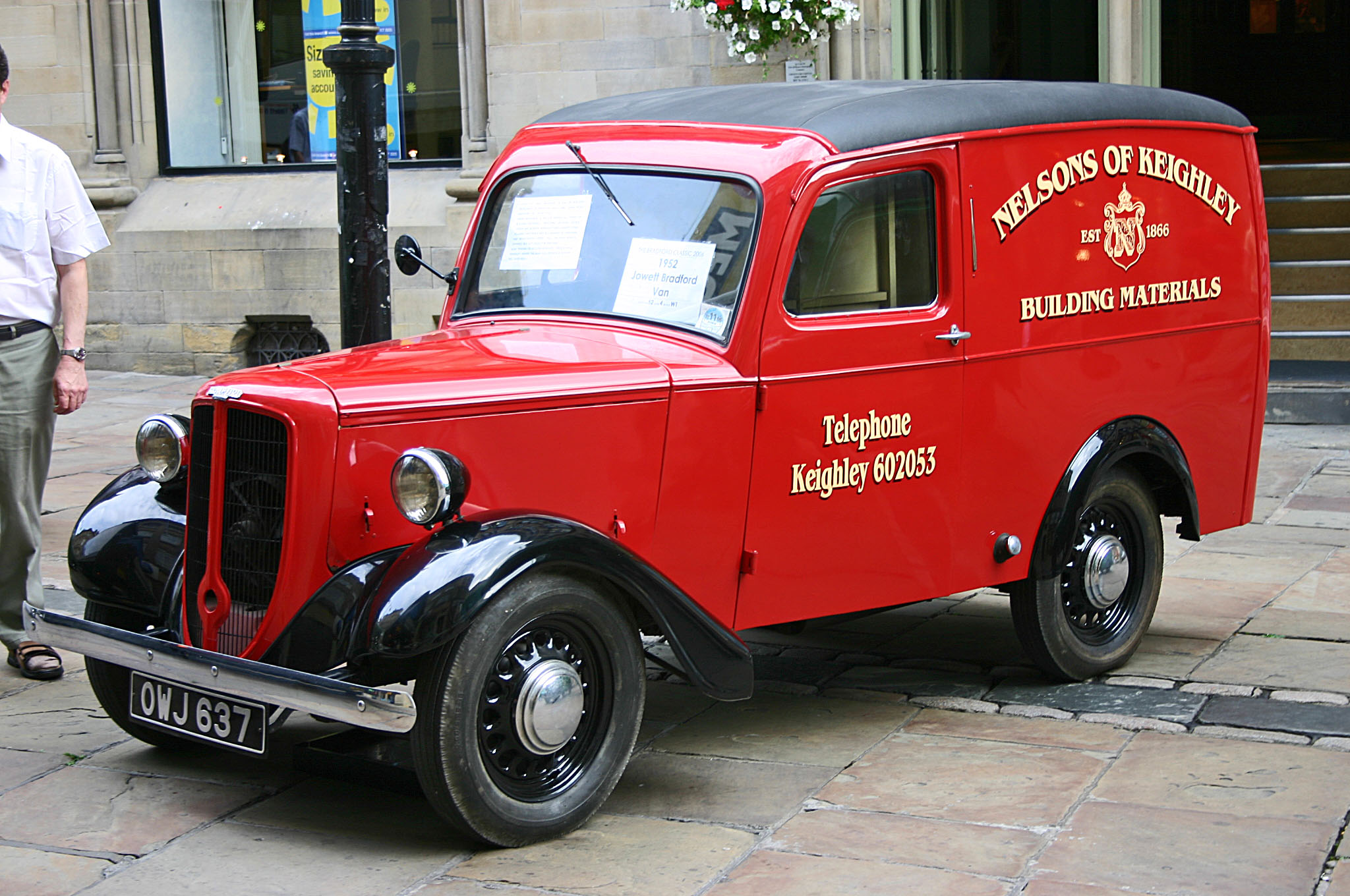
Jowett Bradford Van

У 1945 році Рейлі продає фірму Чарльзу Клору — магнату і філантропові. З настанням миру в серію запускається всього одна машина, і не сімейна, а комерційна — вантажівка Bradford. Вантажівка була побудована на шасі моделі 8НР, тільки об'єм його 2-циліндрового мотора був збільшений на 100 кубиків, трансмісія була 3-ступінчастою. Спочатку випускався він у варіантах пікап і фургон.
Ця 19-сильна вантажна машинка могла розвивати 85 км/год. Цей автомобіль залишився єдиним представником конструкції 1905 року, тому що легкові довоєнні машини не стали випускати в новий час. Проте легкові машини, нехай і зі змінами (збільшення об'єму, наявність гальм всіх коліс і т. д.), протрималися у виробництві 30 років: з 1910 по 1940 рік, приміром, Ford T випускали 19 років, а не менш знаменитий Rolls-Royce 40/50, більш відомий як Silver Ghost, — всього 20 років. Так що можна сказати, що «Джоветт» на той момент був рекордсменом-довгожителем.
Замість довоєнних 8НР і 10НР в середині 1946 року був представлений перший британський післявоєнний легковий автомобіль, в сенсі не випущений автомобіль взагалі, а нова модель, яку не виготовляли до війни. Із запуском нової машини тягнули не по своїй причині, чекали, поки Briggs Motor Bodies відкриє новий кузовний завод в Донкастері.
Влітку 1946 року публіка нарешті побачила машину, яка була нетипова для британських виробників.
По-перше, у неї був обтічний кузов, який нагадував в профіль сильно зменшений Lincoln Zephyr 1935 модельного ряду, фари були інтегровані в крила, а цільне лобове скло було гнутим.

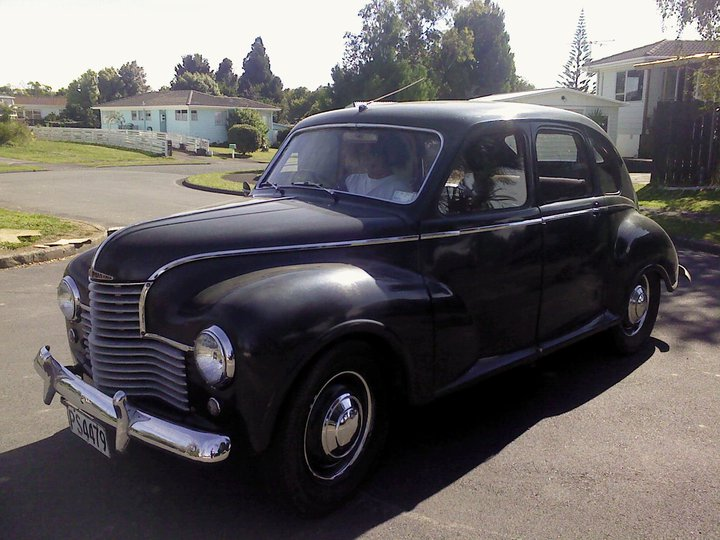
Jowett Javelin Fastback Saloon

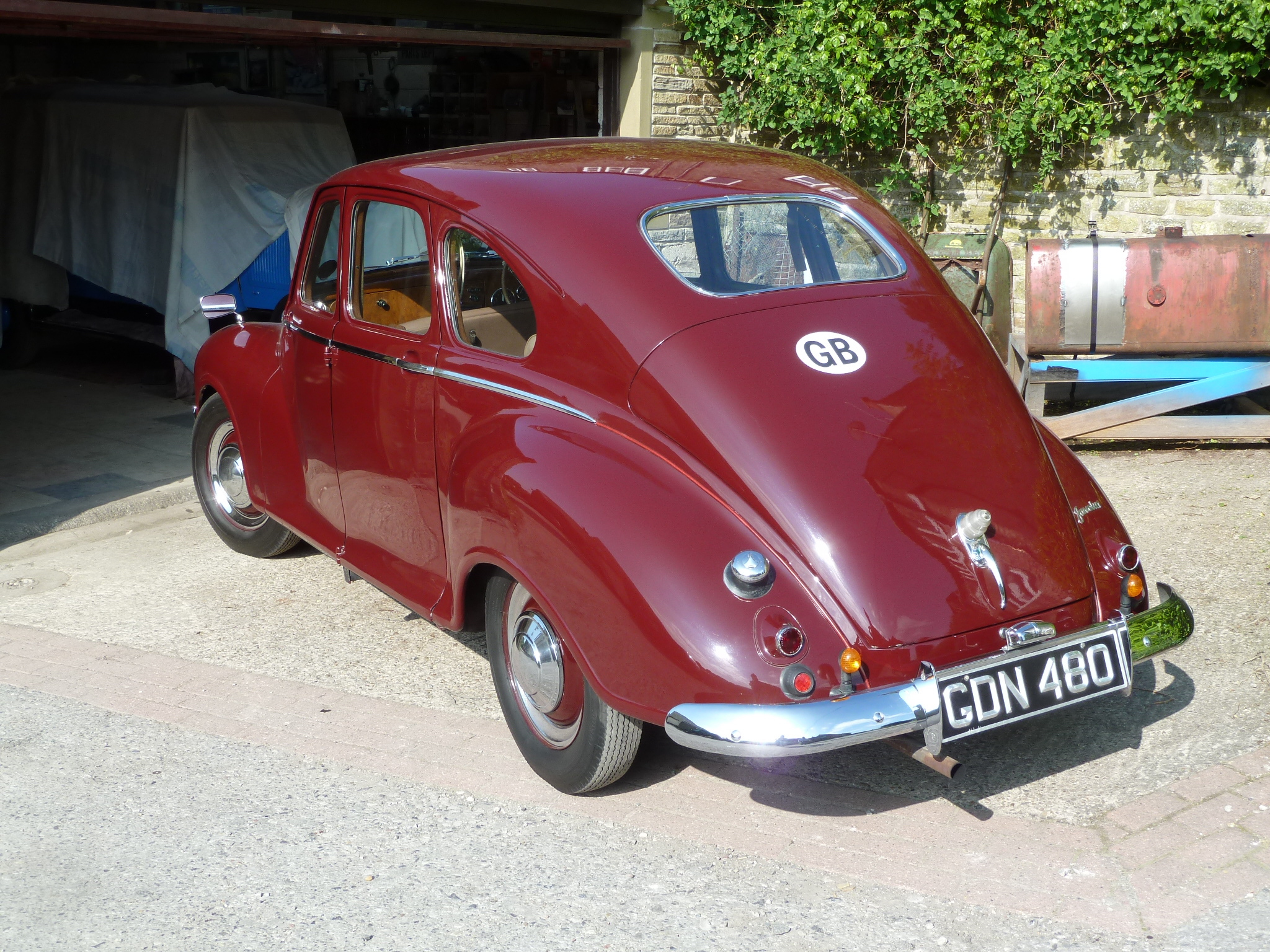
Jowett Javelin Fastback Saloon

Під капотом у машини ховався 1.5 л 50-сильний опозитний двигун водяного охолодження, що мав два карбюратора «Зеніт»; коробка передач була 4-ступінчастою та її важіль розташовувався на рульовій колонці, спочатку її поставляла фірма Henry Meadows; передня підвіска була незалежною, задня — залежною, обидві — на торсіонах; гальма всіх коліс були гідромеханічні. Автомобіль розвивав швидкість в 124 км/год, а на подолання бар'єру в 100 км/год йшло 20.9 секунди, приміром, ГАЗ 20 «Перемога», що з'явилася в той же час, мала під капотом 2.1 л мотор тієї ж потужності, а максимальна швидкість машини дорівнювала 105 км/год, так що параметри були дуже непогані.
Машина робить фурор, і фірма отримує загальне визнання.
У 1947 році Клор перепродує фірму банку Lazard Brothers and Co, який вів свій звіт з 1848 року, коли два брати емігранти з Франції заснували в Новому Орлеані, США свою фірму.

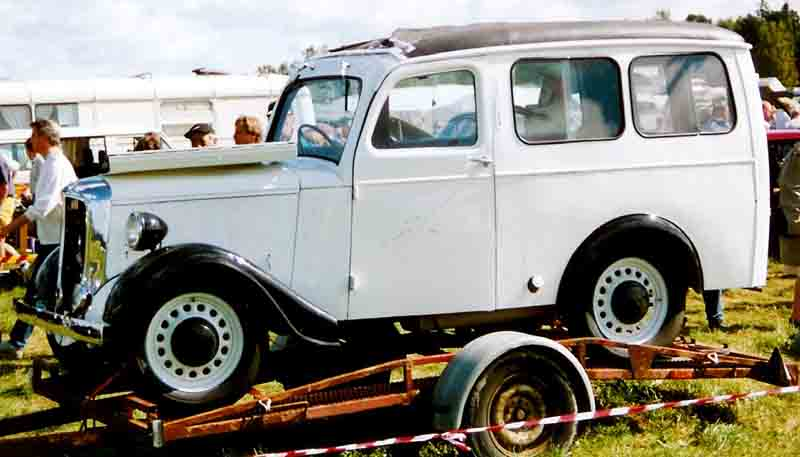
Jowett Utility De Luxe

У тому ж році на базі вантажівки з'явився вантажопасажирський варіант — універсал, який отримав назву Utility (до речі, типова назва для британських післявоєнних універсалів).
У січні 1949 року екіпажі, що складаються з Палмера (автор машини), Уайса і Харрісона, взяли участь в гонці Монте-Карло. Першим до фінішу в цій гонці прийшов французький Hotchkiss 686, але 1.5 л «Джевелін» прийшов першим і третім у своєму класі.
Через кілька місяців Томмі Уісдом і Ентоні Юм закріпили успіх цієї моделі в 24-годинних перегонах у бельгійському Спа. У липні проходили ще одні спортивні заходи — XII Rallye des Alpes Françaises, тобто 12 Ралі у Французьких Альпах, однак Уілкінс, який вів «Джевелін», до фінішу не доїхав, оскільки скоїв аварію.
Після того як машина завоювала спортивну славу, Джеральд Палмер залишив підприємство, а його місце зайняв інженер Рой Ланн, який до цього працював на Aston Martin. Під його керівництвом починається проектування спортивної версії на базі Javelin. Проектувати раму для машини найняли не абикого, а професора Роберта Еберана фон Еберхоста. Роберт фон Еберхост був найближчим другом і соратником професора Порше, який, до речі, і покликав його в 1933 році працювати на Auto Union. У 1938 році фон Еберхост створив своє найкраще дітище — Auto Union Type D, на яких Герман Мюллер і Таціо Нуволарі рвали всіх на трасах. Після війни професор опинився в Італії, де допомагав у проектуванні спортивних Cisitalia, після «Чізіталії» він допомагав Феррі Порше в проектуванні Porsche 356, потім він виїхав до Англії, де працював на English Racing Automobiles, або ERA, працюючи в цій фірмі, він паралельно і спроектував шасі для нової моделі Jowett, до речі, в 1950 році він перейде на Aston Martin, де створить DB3.

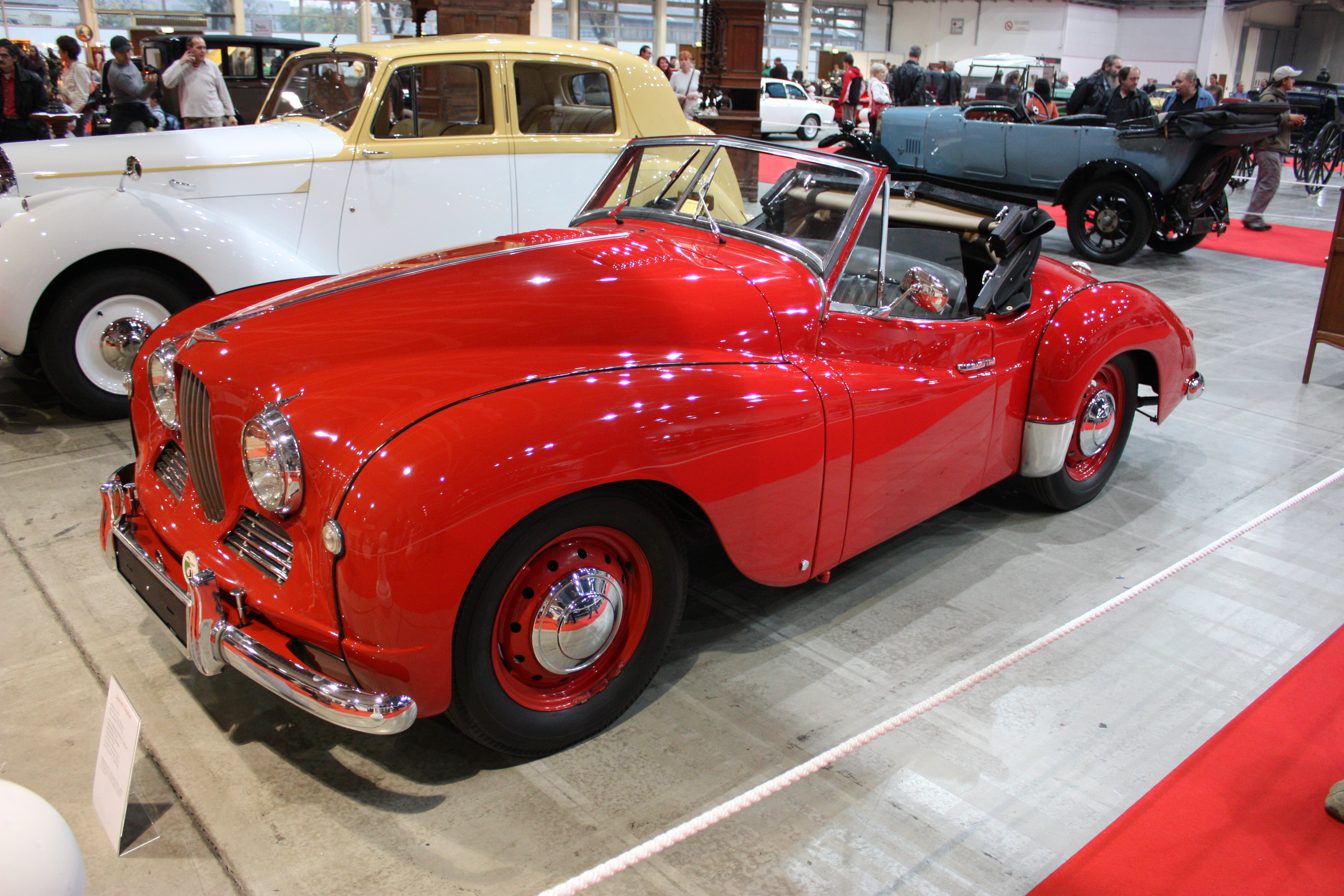
Jowett Jupiter Mk1

В жовтні 1949 року на Лондонському автомобільному шоу був представлений спортивний автомобіль, який отримав назву Jupiter.

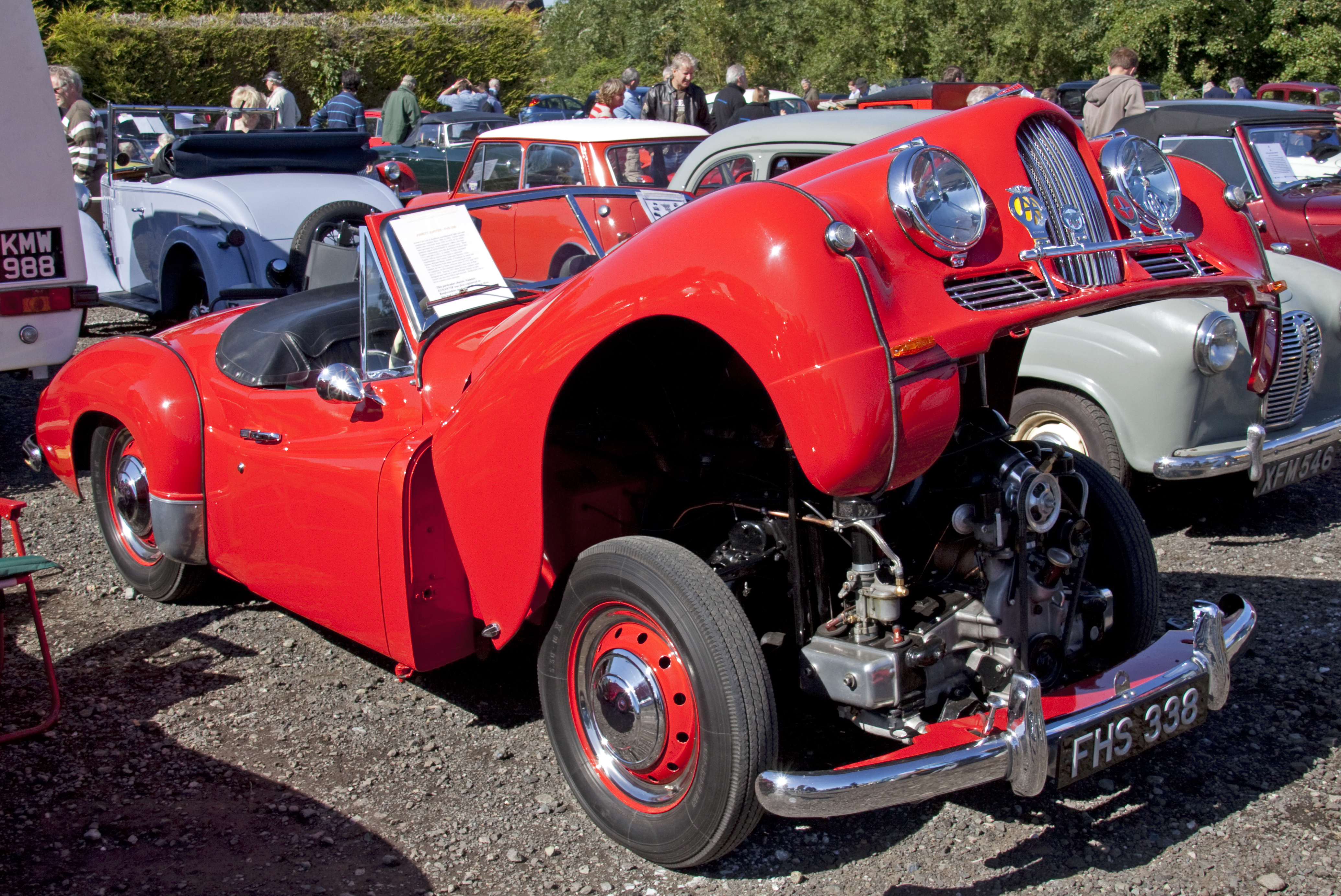
Відкритий капот Jowett Jupiter Mk1

Ця машина мала трубчасту раму, база якої була на 23 см коротшою, ніж у седана. Мотор, об'ємом 1.5 л, видавав 60 сил, що дозволяло, маючи легкий кузов, розганятися до 142 км/год і набирати швидкість до ста кілометрів на годину за 14.2 секунди. На відміну від кузовів Javelin і Bradford, які поставлялися фірмою Briggs, кузови для спортивних машин, які, до речі, виготовлялися із застосуванням алюмінієвих листів, робилися власними силами на заводі. Що примітно, довгий капот машини відкидався разом з крилами, даючи доступ до всіх вузлів машини зверху, іншим цікавим моментом кузова була відсутність кришки багажника, поклажу треба було запихати через спинку сидінь.
Салон був 3-місним, і не залежно від кольору машини обробка пропонувалася в єдиному варіанті — кремова шкіра, до речі, дах машини був теж кремового кольору.
У березні машина була продемонстрована і на континенті, в Парижі, після чого почалися продажі цих автомобілів і за океаном, у США. Щоб закріпити спортивний імідж машини, в червні 1950 року було заявлено два екіпажі: Томі Уісдом і Томі Уайс, і Грімлі, якого не допустили до гонок. Зате Уісдом і Уайс приходять до фінішу 16-ми в загальному заліку, пропустивши вперед тільки багатолітрові машини типу Talbot Lago T26GS, Aston Martin DB2, Delage D6-3L, Bentley Corniche, Cadillac 50-61 Coupe de Ville або Jaguar XK-120S, хоча до фінішу з класу 1.1-1.5 л дійшла ще всього одна машина — MG TC.
У цьому сезоні моделі Javelin і Jupiter отримують повністю гідравлічні гальма, до цього гідравліка була тільки на передніх колесах, а задні мали механічний привід.

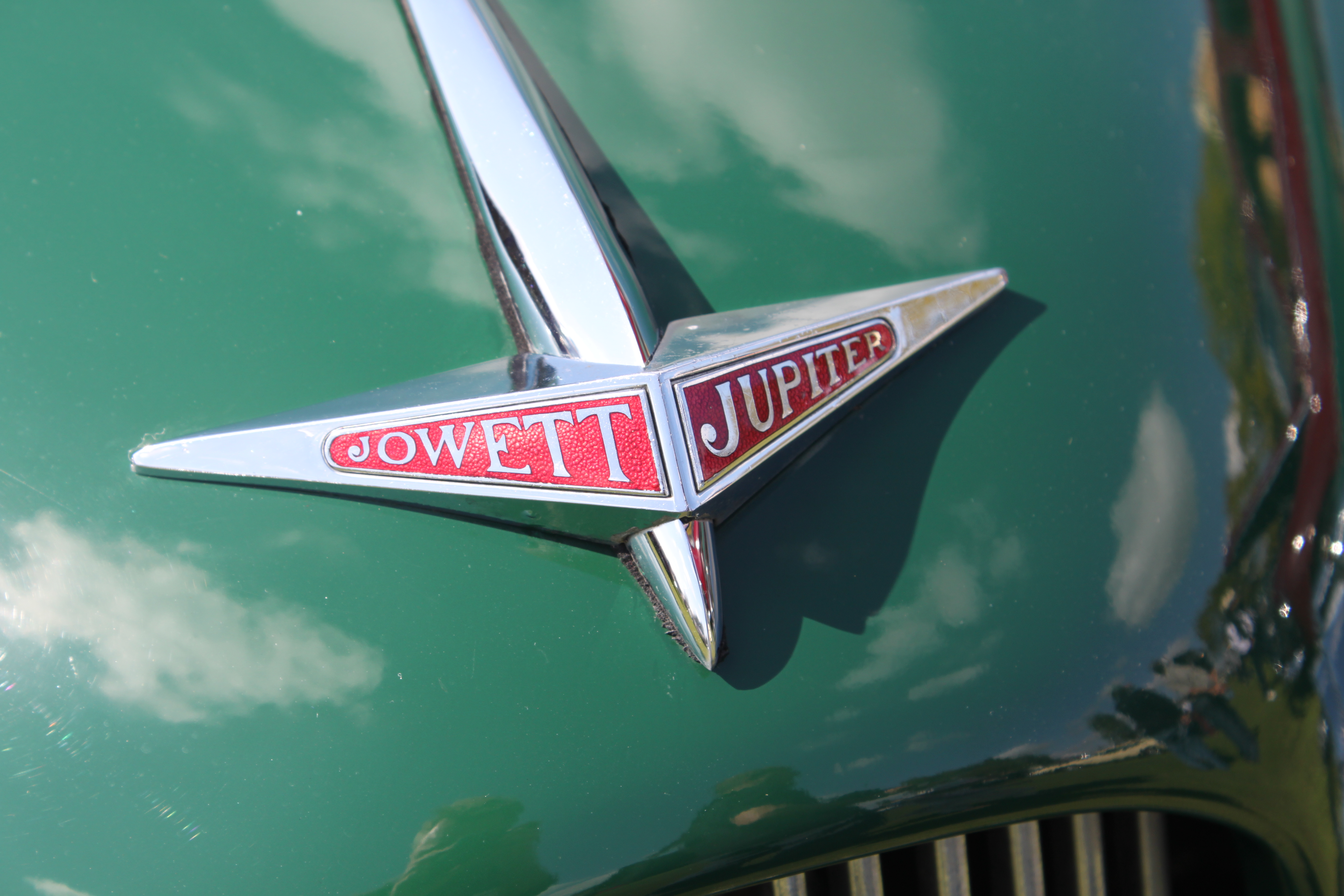
Логотип Jowett Jupiter

Взимку 1951 року Jupiter і Javelin були виставлені на Monte Carlo, в яких родстер зайняв перше місце, а седан — четверте в своєму класі. А для Ле-Мана будується спеціальна спортивна версія «Юпітера» — R1, на якій Марсель Бекар і Гордон Уілкінс приходять 23-ми в загальному заліку і знову першими у своєму класі, але цього разу вони поступилися в загальному заліку не тільки багатолітровим Aston Martin, Jaguar, Talbot або численним Ferrari, але й машинам з куди більш дрібним мотором типу Porsche 356.
Незабаром машини взяли участь і в британських Tourist Troophy Race, в якій зайняли 1 і 2 місця у своєму класі, за кермом R1 були Хедлі та Уайс. У вересні 1951 року вперше машина цієї марки взяла участь у спортивних змаганнях за океаном. Джордж Вівер посів перше місце в класі до 1.5 л в гонках Watkins Glen Meeting.

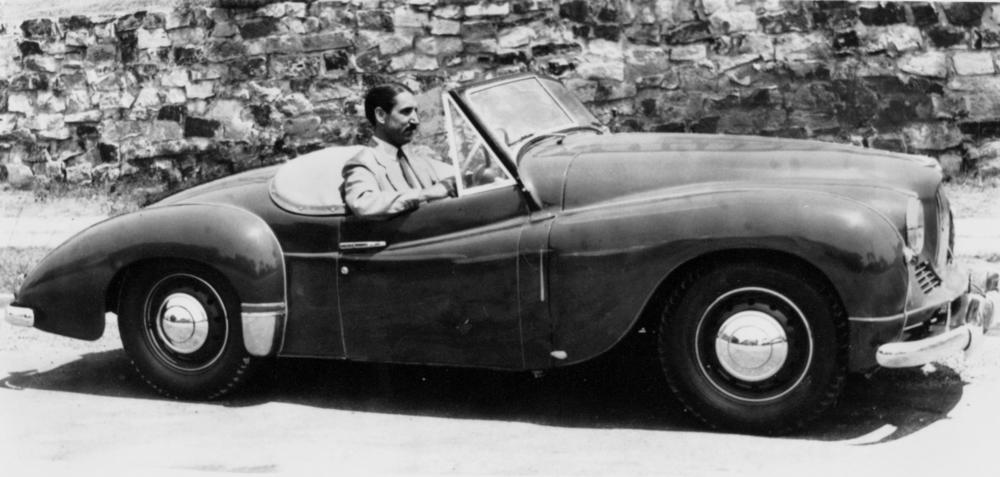
Jowett Jupiter F.Grounds, що брав участь у Monte Carlo 1953 року

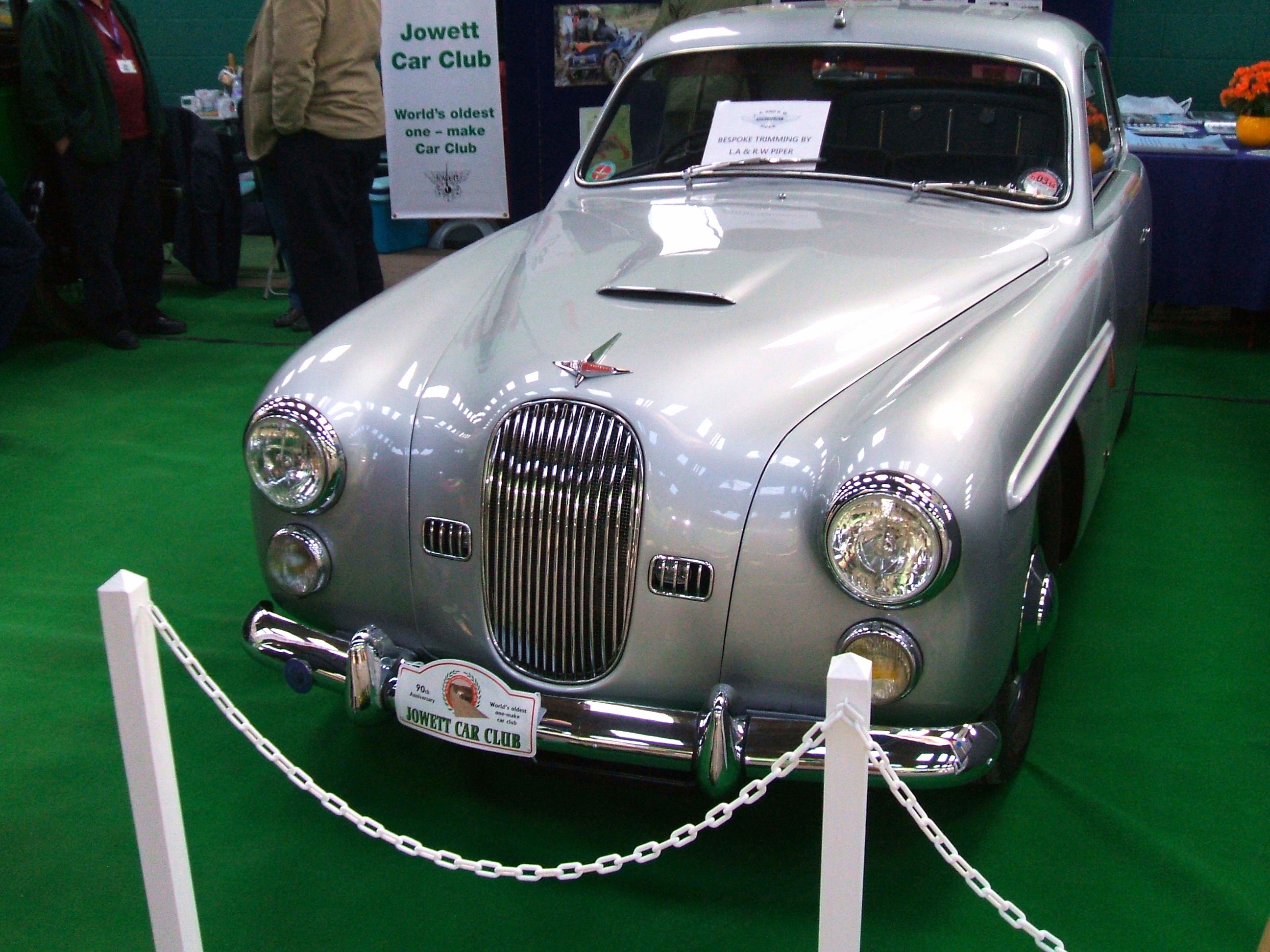
Jowett Jupiter Stablimenti Farina Coupe

У цей час фірма випускає нові автомобілі з конвеєра кожні 12 хвилин, компанія була на хвилі успіху, тим більше, з цього моменту починається виробництво ліворульних варіантів спортивних машин, ще плюс перемога в американських змаганнях різко збільшує продажі спортивної моделі фірми, якщо в 1950 році в США було продано всього 5 машин, то в 1951 році — вже 113 примірників. В цей же час фірма, ніби забувши про проблему, з якою колись зіткнулася, коли почала самостійно випускати коробки передач, знову наступає на ті ж граблі. Jowett відмовляється від трансмісії Meadows, і починає самостійно випускати трансмісії, які були знову не без вад. Рекламації вдаряють по іміджу, однак до 1952 року проблему викорінюють. З 1951 року модель Jupiter було дозволено одягати й іншим фірмам, типу J.J. Armstrong, Abbott, J.E. Farr & Son, Richard Meade, Ghia-Ailgle (швейцарське відділення фірми Ghia), Farina та інші кузовщики.

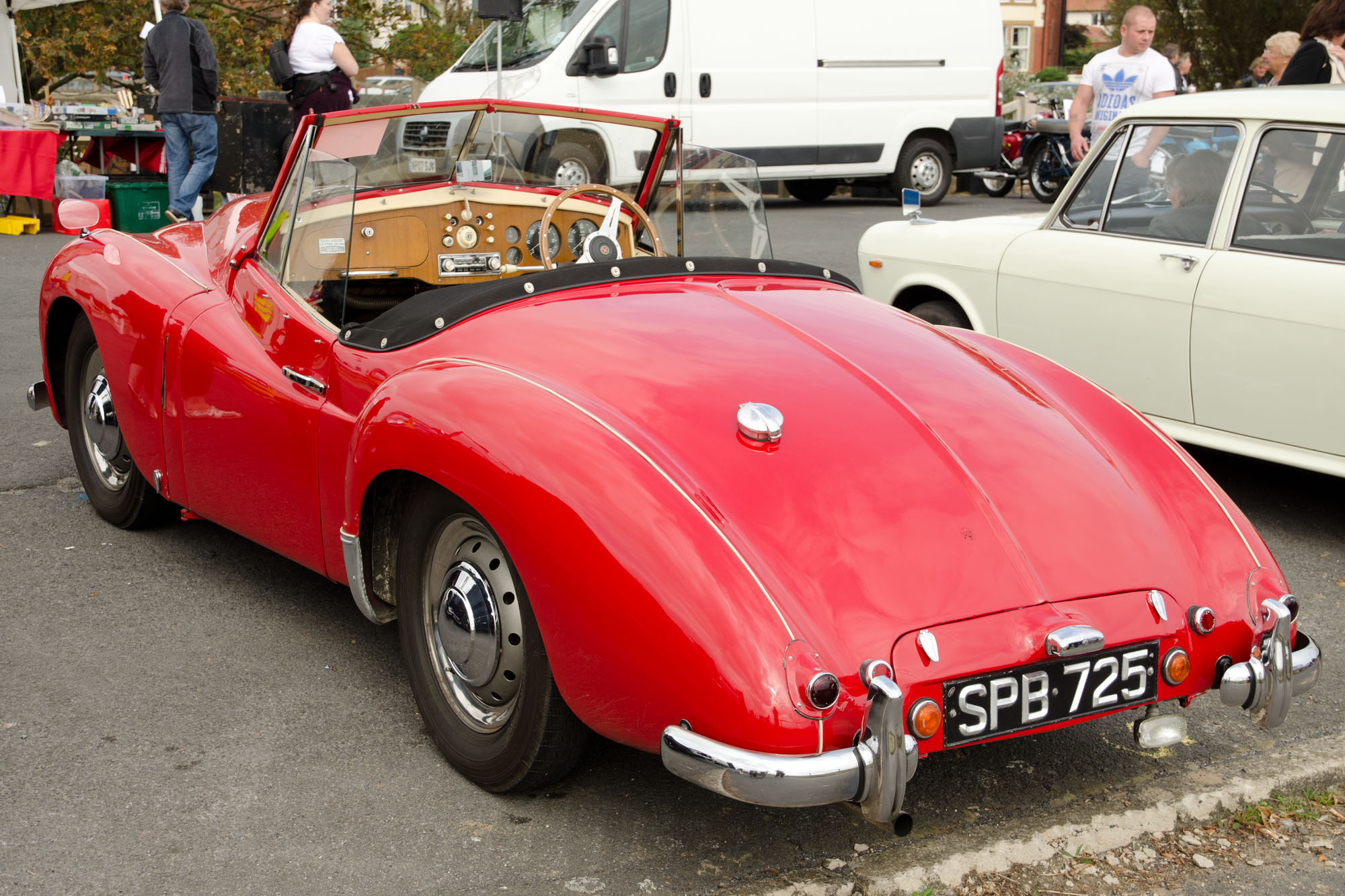
Задня частина Jowett Jupiter Mk1

1952 рік приніс поновлення седану, який був вже більше 5-ти років у виробництві, він отримав інше оформлення панелі приладів і форсований до 52 к.с. мотор, ця машина отримала індекс PE, її максимальна швидкість виросла на 5 км/год, і становила вже 129 км/год. У жовтні оновлення торкнулися і Jupiter, потужність його мотора була збільшена на 3 к.с., тобто до 63-х, але тепер в багажник можна було потрапити і з вулиці, задній звис отримав люк, і відповідно трохи інше оформлення.
Крім цього, також не значно була оновлена панель приладів, яка позбулася шпону, ці машини отримали індекс Mk1A.

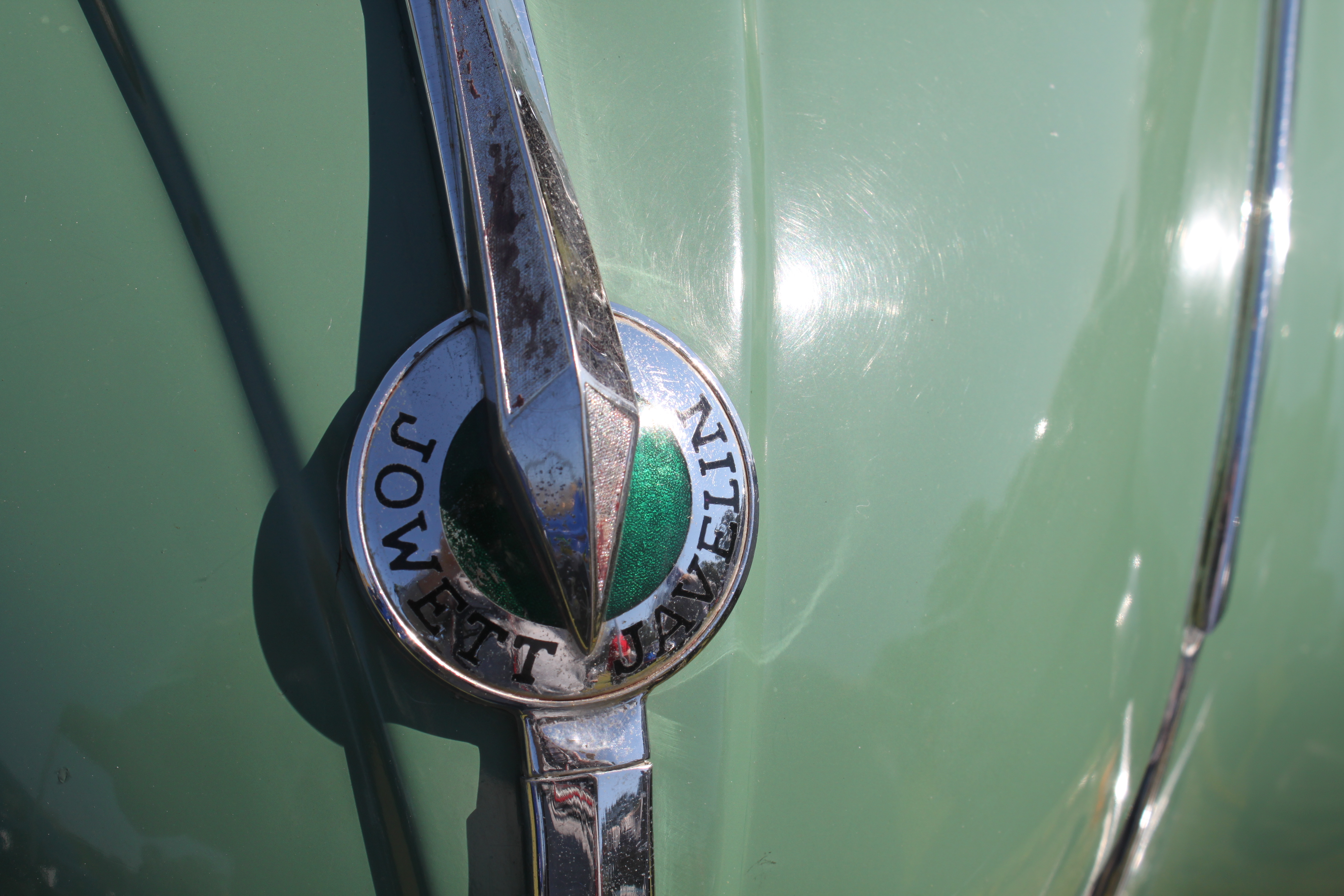
Логотип Jowett Javelin

Цього року машини знову вирішили спробувати щастя в Монте-Карло, куди було заявлено 350 екіпажів. Проте цього року машина, що стартувала із Стокгольма, прийшла 16 в загальному заліку і 9 у своєму класі. На Ле-Мані все пройшло практично без пригод, як зазвичай, перше місце у своєму класі залишилося за «Джоветт». Бекар і Уілкінс прийшли 13-ми в загальному заліку, а екіпаж Хедлі та Уайса зійшов через витік масла, а два перших місця в загальному заліку посіли Mercedes-Benz 300 SL.
Тим часом, в 1952 році, продажі на внутрішньому ринку не йшли, так покупці завмерли в очікуванні, навесні 1953 року повинні були вступити нові податкові закони, внаслідок чого повинні були на чверть впасти і ціни на автомобілі. Виробники автомобілів, розуміючи, що як тільки в квітні почнуть діяти нові закони, відразу вибухне бум на готові машини. Потихеньку починаються підготовку до надприбутків, Ford, боячись, що не впорається з виготовленням кузовів, купує а квітні частину акцій Briggs Motor Bodies Limited, а незабаром опановує фірмою на 100 %. Однак, зрозумівши, що спокійно може обійтися власними потужностями, в липні продає завод компанії з Бірмінгема — Fisher and Ludlow, яка вже у вересні входить до складу концерну BMC.
Якщо до липня вдалося домовитися про постачання кузовів для седанів Javelin і комерційної моделі Bradford, то до вересня довелося відмовитися від випуску своїх масових машин, оскільки ВМС відмовилися постачати кузови. Єдиною машиною, яка залишилася у виробничій програмі, була спортивна модель Jupiter. Тим часом Рой Ланн підготував нову, більш легку, спортивну модель, яка повинна була прийти на зміну Jupiter.
У жовтні 1953 року Jupiter R4 був представлений на автосалоні. Це був укорочений на 20 см в базі спортивний автомобіль, який при тій технічній начинці мав склопластикову оболонку.
Легка вага дозволяла цій машині розвивати 160 км/год, і представлений автомобіль був найдешевшим спортивним автомобілем, що розвивав швидкість в 160 км/год на британському ринку на той момент.

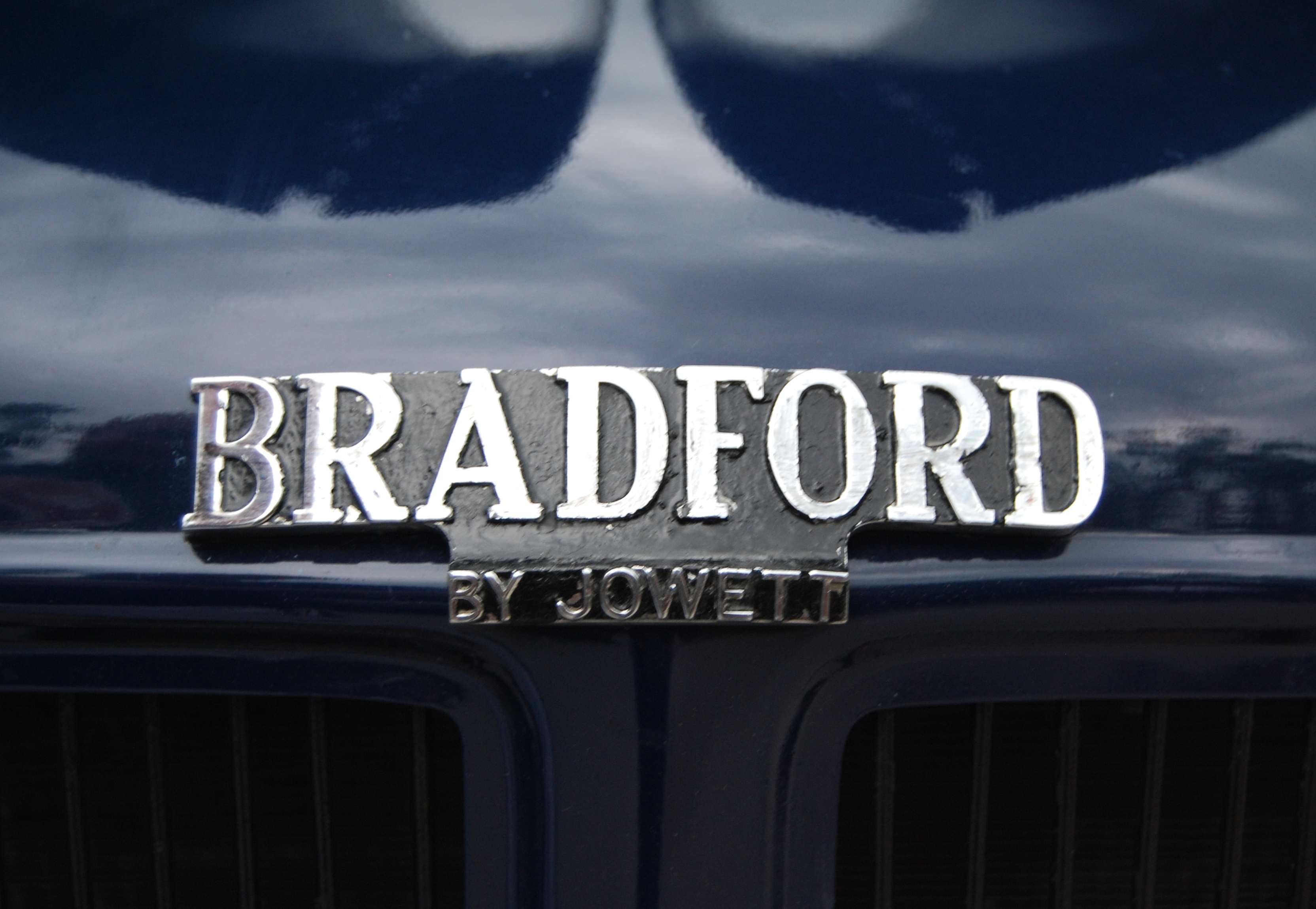
Логотип Jowett Bradford

Також йшли роботи на новим поколінням 2-циліндрових комерційних автомобілів, які повинні були отримати нові кузови сучасного дизайну. Проте ні R4, ні Bradford CD в серію не пішли, перших було побудовано 3 машини, других — 4, плюс серійно виробляли Jupiter Mk1A, але за всі роки загальна кількість вироблених «Юпітерів» не перевищила 900 примірників. У серпні 1954 року голова правління фірми — Джоплінг — на раді директорів оголосив, що не бачить доцільності у виробництві автомобілів.

## Припинення виробництва автомобілів. Закриття компанії
Фірма переходить на виробництво запасних частин для літаків фірми Blackburn & General Aircraft Company, а завод, у якому виробляли машини, продається фірмі International Harvester, яка починає виготовляти в них трактори для британського ринку. До цього моменту за 8 років було побудовано не менше 65 000 автомобілів: близько 30 000 Javelin, 900 Jupiter (з них 75 екземплярів одягли поза заводом) і 34 000 примірників різних варіантів Bradford/Utility. У 1956 році фірму викупила авіакомпанія Blackburn & General Aircraft Company, крім запчастин до літаків стали випускати і деталі до автомобілів.
Однак, не дивлячись на те, що виробництво машин припинили в серпні 1954 року, існують машини, в техпаспорті яких значиться 1960 рік, справа в тому, що на заводі завалялися шасі для 2-х машин, оскільки для них ніхто спеціально не став будувати кузови, то шасі були продані Морісу Гомму, який одягнув їх в 2-дверний кузов фастбек.
Компанія Jowett зникла з регістра в 1963 році, після того, як Blackburn & General Aircraft Company вирішила раціоналізувати свої підприємства.

## Список автомобілів Jowett
- 1906 — Jowett 6HP
- 1913 — Jowett 6/10HP
- 1920 — Jowett 7/17HP
- 1922 — Jowett 7/17HP Bradford
- 1923 — Jowett Long 7/17HP
- 1936 — Jowett 10HP
- 1937 — Jowett 8HP
- 1945 — Jowett Bradford
- 1947 — Jowett Javelin
  - Jowett Utility
- 1950 — Jowett Jupiter